# Aartsbisdom Caesarea in Palestina

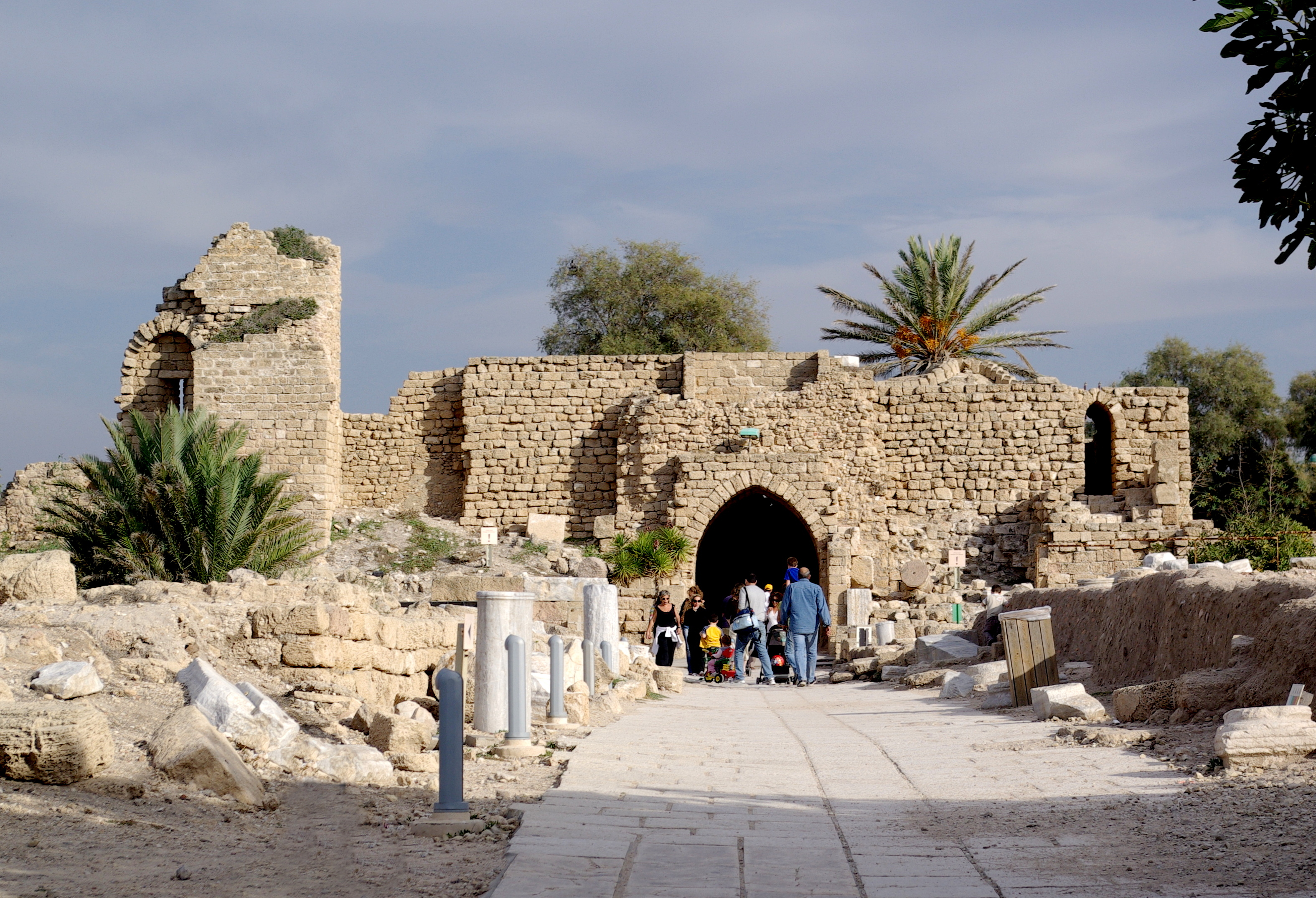
Ruïnes van Caesarea in Palestina

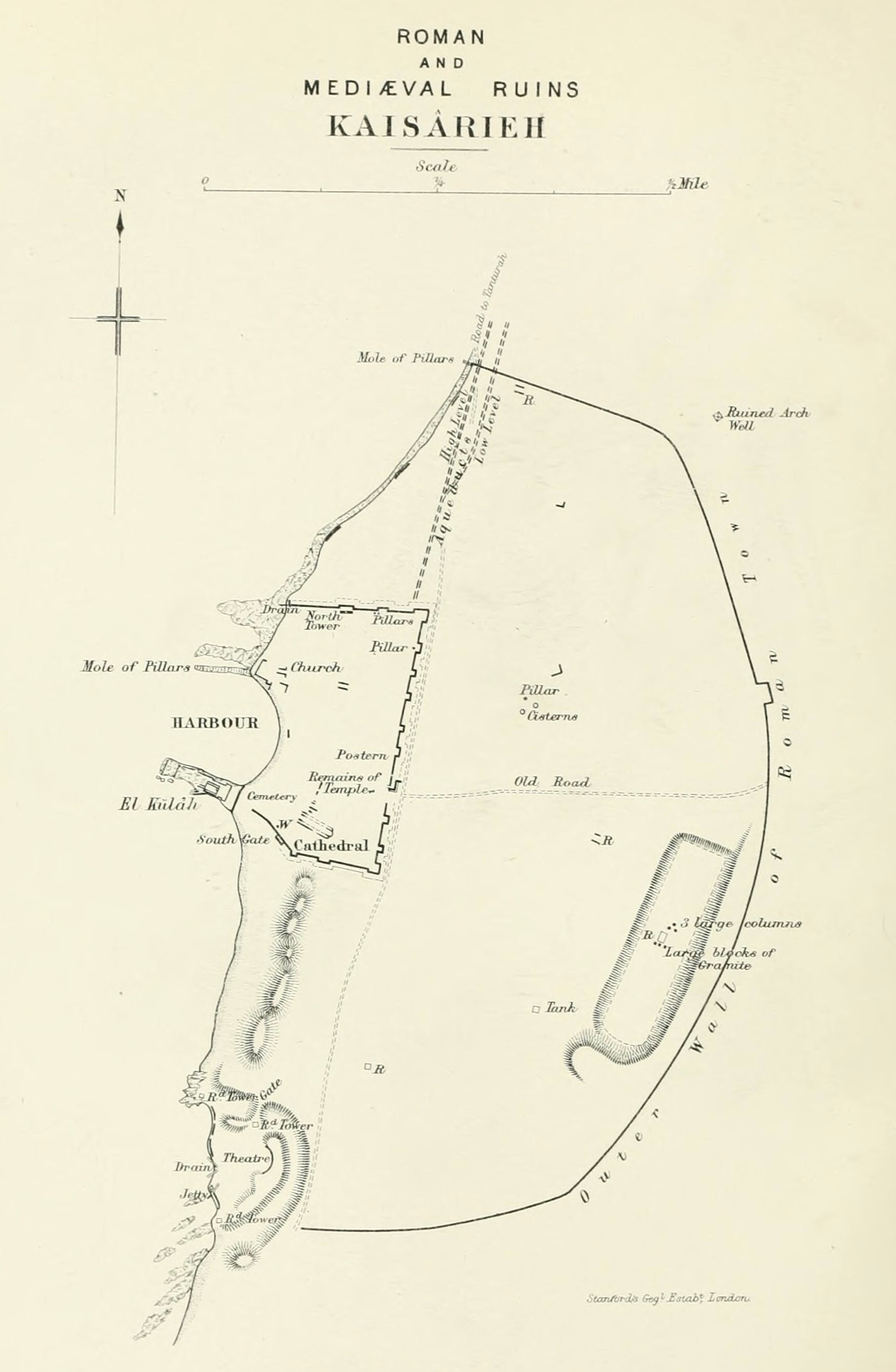
Caesarea in Palestina. Links: de Middellandse Zee. Rechter grote cirkel: de limiet van de Romeinse stad. Rechter kleine cirkel: de limiet van de kruisvaardersstad

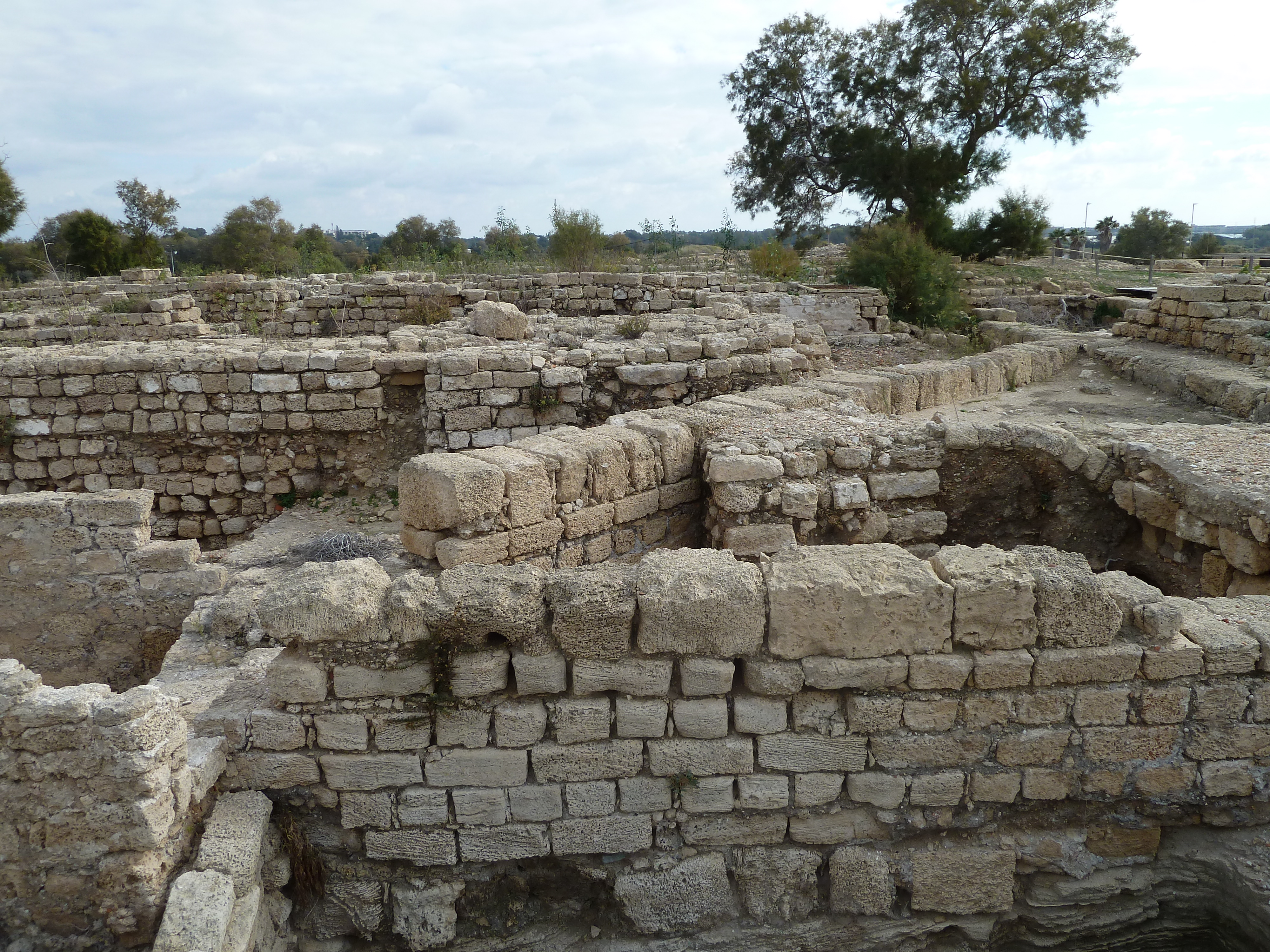
Ruïne van Byzantijnse kerk

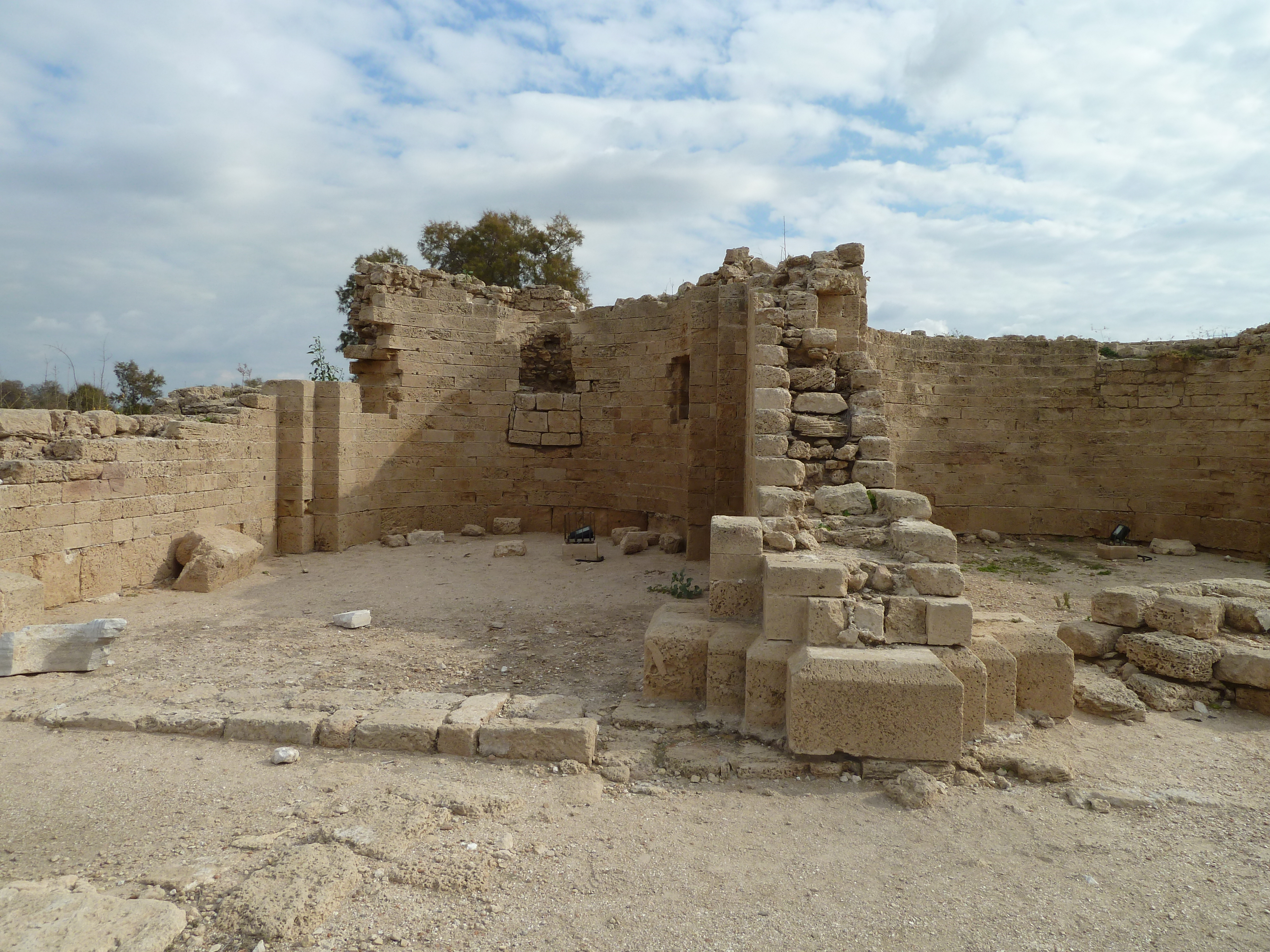
Ruïne van Latijnse kerk of kruisvaarderskerk

Het aartsbisdom Caesarea in Palestina (Latijn: Archidioecesis Caesariensis in Palaestina) was een aartsbisdom (1e eeuw – 7e eeuw) in het Romeinse Rijk en het Byzantijnse Rijk. De bisschopsstad was Caesarea in Palestina, ook Caesarea Maritima genoemd. Er was een zeer beperkte bezetting van de bisschopstroon van de 7e tot de 10e eeuw. Het was opnieuw een Byzantijns aartsbisdom in de 10e en de 11e eeuw. Van de 12e tot de 13e eeuw was het een Latijns aartsbisdom voor de kruisvaarders.
Nadien verviel de stad in ruïne onder het Ottomaanse Rijk en evolueerde het aartsbisdom naar een titulair aartsbisdom zowel voor het Grieks-orthodox patriarchaat van Jeruzalem als voor de Rooms-Katholieke Kerk.

## Historiek

### Romeinse Rijk en Byzantijnse Rijk (1e eeuw – 7e eeuw)
Caesarea in Palestina was de bloeiende hoofdstad van de Romeinse provincie Judea. Het was een grote havenstad met handel over de Middellandse Zee. Het was de residentiestad van de Romeinse gouverneurs van Judea en vazalkoningen van Judea. De stad had naast somptueuze paleizen, een amfitheater, een theater, een aquaduct met water uit het Karmelgebergte alsook een grote hippodroom. Caesarea was het militaire bolwerk van de Romeinse bezetting; de gouverneurs lieten zich weinig zien in de Hebreeuwse hoofdstad Jeruzalem. In het jaar 70 verwoestten zij de tempel van Jeruzalem zodat Jeruzalem grotendeels ontvolkte. Titus liet nadien 2.500 Joden in Caesarea ombrengen in de arena door wilde dieren en in levende toortsen (70).
De eerste christenen hadden al vrij vroeg een gemeente in Caesarea. Volgens de traditie waren Zacheüs, de tollenaar uit het Evangelie, en diaken Filippus uit de Handelingen der Apostelen er actief. De eerste christenen waren Joodse christenen die in de synagogen van Caesarea samenkwamen, zoals ook blijkt uit citaten van de Handelingen der Apostelen. Caesarea werd later hoofdstad van de provincie Palestina, en na de splitsing in drie provincies, hoofdstad van de provincie Palestina Prima. In Caesarea doopte de apostel Petrus de eerste niet-Jood tot christen: de centurio Cornelius met zijn familie, de latere heilige Cornelius van Caesarea. In Caesarea werd Petrus twee jaar gevangen gehouden alvorens hij naar Rome versleept werd. 

#### Patriarchaat van Antiochië in Syrië
Het aartsbisdom Caesarea stond aan het hoofd van de kerkprovincie Caesarea, wat territoriaal overeenkwam met de provincie Palaestina. Caesarea was de kerkelijke metropool van de Romeinse provincie. De kerkprovincie telde wel meer dan dertig bisdommen waaronder bijvoorbeeld het bisdom Gaza. Een ander van de dertig bisdommen was Jeruzalem, een eerder klein bisdom met een christengemeente. De aartsbisschop van Caesarea was alleen hierdoor al een kerkvorst van aanzien. Hij rapporteerde aan zijn overste, de patriarch van Antiochië in Syrië, ook genoemd Antiochia ad Orontem.
In het jaar 195 zou er een concilie van kerkleiders geweest zijn in Caesarea. Zij verkondigden dat het christelijke Paasfeest voortaan steeds op een zondag moest plaats vinden. Hiermee kwam een afscheuring met de viering van het Joodse Paasfeest.
In de 3e eeuw trok Origenes naar Caesarea, waar hij theologische boeken schreef. Deze geleerde schreef er onder meer de Hexapla, een standaardwerk dat lange tijd in het bisschoppelijk paleis bewaard werd. De nalatenschap van Origines op het aartsbisdom was een theologische school. Het aartsbisdom trok theologen aan van over het gehele Griekstalige deel van het Romeinse Rijk. In diezelfde 3e eeuw leed het aartsbisdom sterk onder de christenvervolging van keizer Diocletianus.
In het jaar 313 vaardigde keizer Constantijn I het Edict van Milaan uit: het christendom werd toegelaten in geheel het Romeinse Rijk. Voor het aartsbisdom Caesarea betekende dit de start van een formele reorganisatie. Dit was het werk van de toenmalige aartsbisschop Eusebius van Caesarea. Deze was een leerling van priester Pamphilus van Caesarea – uit de school van Diogenes - en bekleedde het ambt van circa 316 tot 338.
Enkele jaren later moest aartsbisschop Gelasius van Caesarea de vlucht nemen. Ariaanse tegenbisschoppen namen de bisschopstroon in. De stad organiseerde in de loop van de 4e eeuw ook een paar concilies over de kwestie.

#### Patriarchaat van Jeruzalem
Tijdens het Concilie van Chalcedon (451) beslisten de kerkvaders om een nieuw patriarchaat op te richten: Jeruzalem. Het was een eerbetoon aan de Heilige Stad. Tot het nieuwe patriarchaat Jeruzalem behoorde ook het aartsbisdom Caesarea. De bisschop van Jeruzalem, die tevoren suffragaanbisschop was van Caesarea, was voortaan zijn overste. Om dit voor de aartsbisschop van Caesarea te verzachten gaven de concilievaders een nieuwe titel voor hem: Protothronos of de Eerste naast de troon (van de patriarch).
Tijdens het bewind van keizer Justinianus van Byzantium kwamen de Joden van Caesarea in opstand. Ze doodden christenen en staken kerken in brand. Ook de Byzantijnse gouverneur van Palestina Prima vond de dood. De reactie van de Byzantijnse troepen tegen de Joden was nog wreder van aard (548).

### Hoofdzakelijk een vacante troon (7e eeuw – 10e eeuw)
In 612 veroverden de Perzen Caesarea; het was de periode van de expansie van het Sassanidenrijk. Ze staken de bibliotheek van het aartsbisdom in brand. In 633 verwoestten Arabieren eveneens de welvarende havenstad Caesarea. In deze periode kende de stad een machtig aartsbisdom met talrijke gelovigen. Dit ging in dalende lijn toen de stad in Arabische handen bleef (tot circa 1100). Tussenin kwamen er enkele Frankische migranten in de 9e eeuw; zij waren gestuurd door keizer Karel de Grote om zich in Caesarea te nestelen. De stad kende enkele Griekstalige aartsbisschoppen.

### Byzantijnse Rijk (10e eeuw – 11e eeuw)
Byzantium heroverde Caesarea en Palestina Prima in de loop van de 10e eeuw, op een moment dat het Arabische kalifaat verzwakt was. Kerkelijk werd het aartsbisdom Caesarea hersteld. Het hing af voortaan af van het patriarchaat van Constantinopel. Na het Oosters Schisma leefde er in de stad een kleine minderheid rooms-katholieken naast een grote meerderheid van orthodoxen.

### Kruisvaardersstaten (12e eeuw – 13e eeuw)
In 1101 veroverden de kruisvaarders een eerste maal Caesarea. Boudewijn I, koning van Jeruzalem, bestormde de stad en vond de Heilige Graal in Caesarea. Dit was het begin van talrijke legendes in het Westen over de Heilige Graal. De kruisvaarders bouwden de verloren gegane Romeinse stad op, doch dit deden ze maar ten dele. Het bleef beperkt tot het bouwen van een fort en een Roomse kerk. De doormeter van Caesarea was 550 m x 250 m in de middeleeuwen, daar waar de Romeinse stad een diameter had van minstens 4 mijlen. Het aartsbisdom Caesarea werd Latijns, dit wil zeggen rooms-katholiek. Het aartsbisdom hing af van het Latijns patriarchaat van Jeruzalem. De kerkprovincie kende een tiental bisdommen die afhingen van Caesarea, alle rooms-katholieke bisdommen.
In 1187 veroverde Saladin Caesarea doch verloor het in 1191. In 1265 veroverde sultan Bibars definitief Caesarea. Hiermee was Caesarea in handen van de Ottomanen. De laatste Latijnse aartsbisschop verliet de stad.

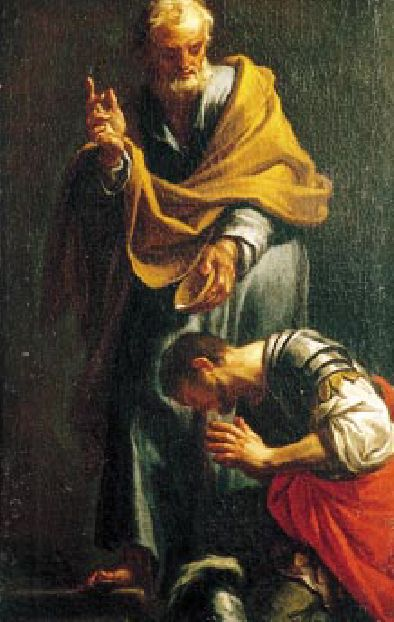
Petrus doopt honderdman Cornelius in Caesarea

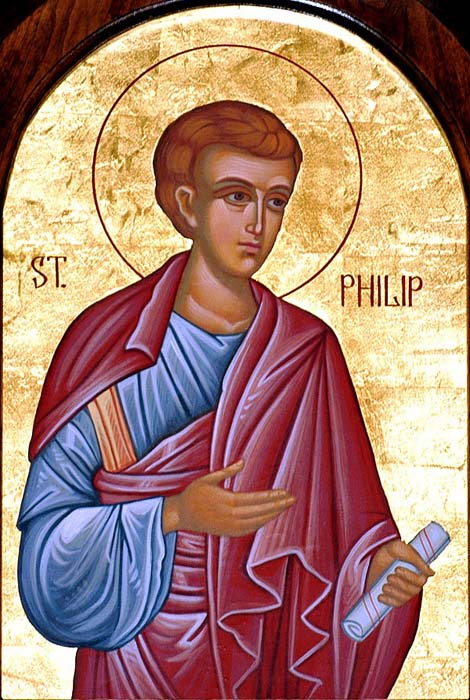
Filippus, diaken in Caesarea

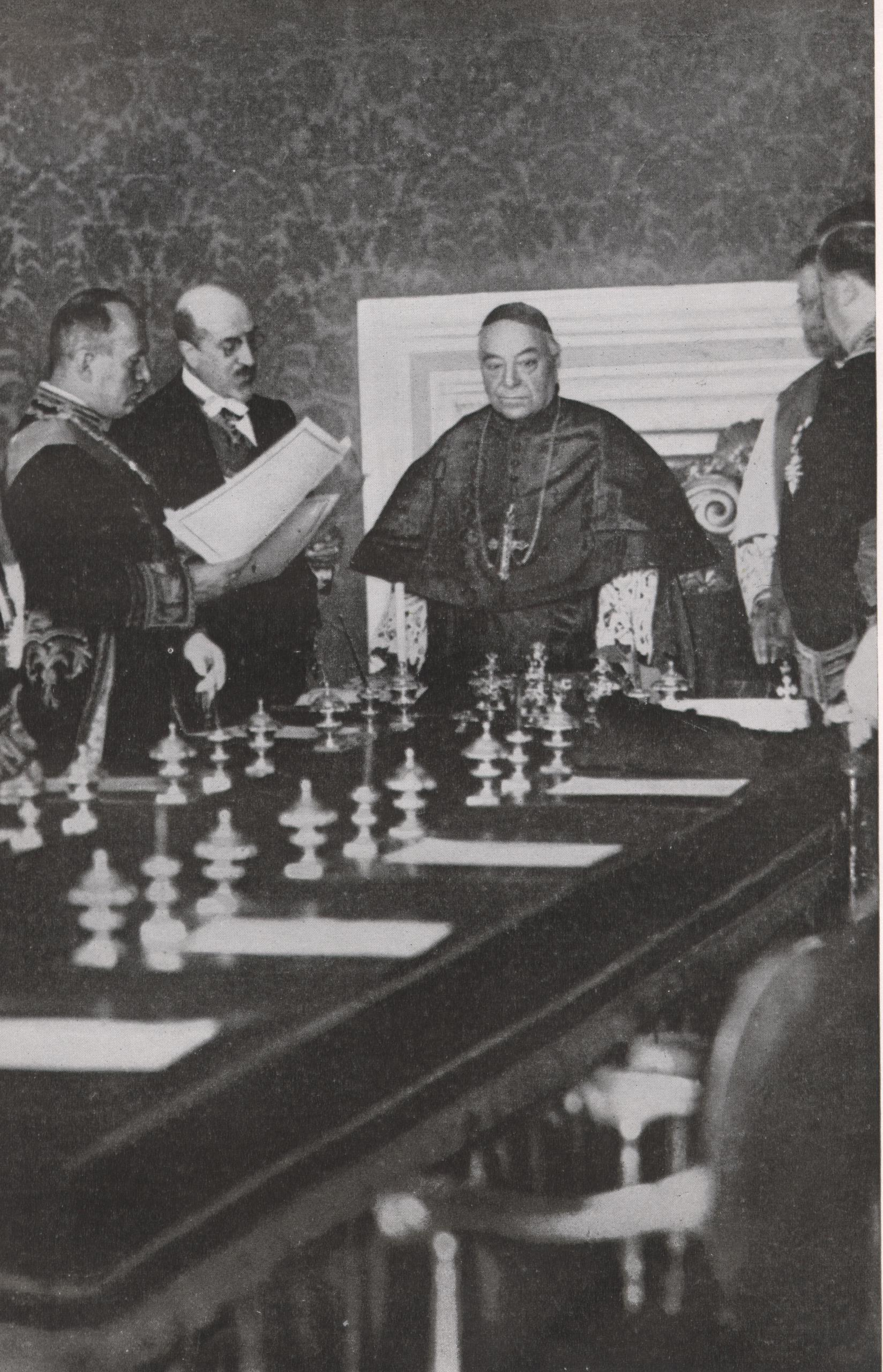
Gasparri, kardinaal-aartsbisschop van Caesarea ondertekent het Verdrag van Lateranen

### Ottomaanse Rijk (13e eeuw – 20e eeuw)
De Ottomanen lieten geen aartsbisdom toe in de stad. Zij braken de verdedigingsmuren af. Caesarea geraakte ontvolkt en veranderde snel in een grote ruïne. In de 19e eeuw lieten de Ottomanen moslims uit Bosnië overkomen om stenen uit de ruïnes te hergebruiken voor nieuwe bouwwerken. Ook mochten zij de stenen verkopen.
De titel van aartsbisschop van Caesarea leefde vanaf het jaar 1300 voort als eretitel in de Rooms-katholieke Kerk. De paus verleende deze titel aan verdienstelijke prelaten. Hetzelfde deed de patriarch van Constantinopel in de Orthodoxe Kerk.

## Enkele aartsbisschoppen
De lijst van de eerste eeuwen is onzeker, en voor de eerste twee eeuwen speculatief en louter gebaseerd op mondelinge overlevering. Het was eveneens een tijd van christenvervolgingen door Romeinse keizers; pas met het Edict van Milaan in 313 werden christengemeenten en -bisdommen formeel toegestaan. De lijst van bisschoppen van de eerste eeuwen werd overigens pas neergeschreven in de 6e eeuw. Voor de lijst van titulaire aartsbisschoppen bestond er in de Middeleeuwen verwarring met andere steden die de naam "Caesarea" droegen. De lijst van bisschoppen werd in het Westen meerdere malen herschreven tijdens de Renaissance.

### Enkele Romeinse en Byzantijns-orthodoxe aartsbisschoppen
- Zacheus de tollenaar, uit het Evangelie (1e eeuw)
- Cornelius, de centurio, de latere heilige Cornelius (1e eeuw)
- Theophilus, vermeld in de Brieven van Paulus (1e eeuw)
- Zacheus II (1e eeuw)
- Theophilus II (1e eeuw)
- Agapius van Caesarea (4e eeuw)
- Eusebius van Caesarea (4e eeuw)
- Euzoius (4e eeuw)
- Gelasius van Caesarea (4e eeuw); hij moest vluchten voor de ariaanse tegen-aartsbisschop van Caesarea
- Eulogius van Caesarea (5e eeuw); hij correspondeerde met Johannes Chrysostomus
- Glycon van Caesarea (5e eeuw); hij zou aan het Concilie van Chalcedon hebben deelgenomen waarbij het bisdom Jeruzalem opwaardeerde tot patriarchaat.
- Irenaeus van Caesarea (5e eeuw)
- Gelasius II van Caesarea (5e eeuw)
- Gelasius III van Caesarea (5e eeuw)
- Elia van Caesarea (6e eeuw)
- Sergius van Caesarea (6e eeuw)
- Partenius van Caesarea (11e eeuw)
- Anastasius van Caesarea (einde 11e eeuw). Hij schreef een werk over de vasten van Maria, moeder van Jezus, en leefde zelf als een asceet. Voor hij aartsbisschop werd, leefde hij als een monnik teruggetrokken in de berg Sinaï.[6]

### De Latijnse aartsbisschoppen
- Boudewijn van Caesarea (12e eeuw)
- Ebremarus, kanunnik van Thérouanne (12e eeuw)
- Gaudenzius (12e eeuw)
- Boudewijn II  van Caesarea (12e eeuw)
- Ermesius (12e eeuw)
- Heraclius van Jeruzalem (12e eeuw)
- Haymarus, monnik uit Corbizzi (12e eeuw)
- Petrus van Caesarea (overgang 12e eeuw – 13e eeuw)
- Bertrand (13e eeuw)
- Joscellinus (13e eeuw)
- Mattheus (einde 13e eeuw)

### Enkele titulaire rooms-katholieke aartsbisschoppen
- Juan de Segovia (15e eeuw)
- Hendrik Kalteisen (15e eeuw)
- Rinaldo Orsini (16e eeuw)
- Julien de Saint-Germain (16e eeuw)
- Pedro Manso (17e eeuw)
- Michel El-Khazen (18e eeuw)
- Carlo Emmanuelle Sardagna de Hohenstein (19e eeuw)
- Antonio Agliardi (19e eeuw – 20e eeuw), kardinaal
- Luigi Maglione (20e eeuw), kardinaal
- Pietro Gasparri (20e eeuw), kardinaal die het Verdrag van Lateranen onderhandelde met Mussolini
- Benedetto Aloisi Masella (20e eeuw), kardinaal
- Luigi Traglia (20e eeuw), kardinaal
- Dino Staffa (20e eeuw), kardinaal.

### Enkele titulaire Grieks-orthodoxe aartsbisschoppen
- Dositheus, (17e eeuw); hij was afkomstig van Kreta en werd later Grieks-orthodox patriarch van Jeruzalem
- Chrysanthus, (18e eeuw); deze prelaat werd later ook patriarch van Jeruzalem.